# پری کیچن
پری الن کیچن (انگلیسی: Perry Allen Kitchen؛ زادهٔ ۲۹ فوریهٔ ۱۹۹۲) بازیکن فوتبال اهل ایالات متحده آمریکا است.